# Abbaye de Huerta
Pour les articles homonymes, voir Huerta (homonymie).
L’abbaye de Huerta (en espagnol Monasterio de Santa María de Huerta) est une abbaye, anciennement cistercienne, aujourd'hui trappiste, située à Santa María de Huerta (Espagne).
Fondée en 1144 par les moines de l'abbaye de Berdoues, elle perdure jusqu'au désamortissement de Mendizábal en 1835. À partir de 1930, elle est à nouveau occupée par une communauté monastique cistercienne, mais cette fois de la stricte observance.

## Histoire

### Fondation
L'abbaye de Huerta est fondée en 1144 par des moines de Berdoues. Selon d'autres sources, cette fondation aurait eu lieu au plus tard en 1151. En tout état de cause, une bulle d'Eugène III place l'abbaye sous la protection du Saint-Siège le 3 mars 1152 ; et cette protection s'étend à la « grange de Huerta », signe que l'abbaye est déjà en croissance économique.

### Moyen Âge

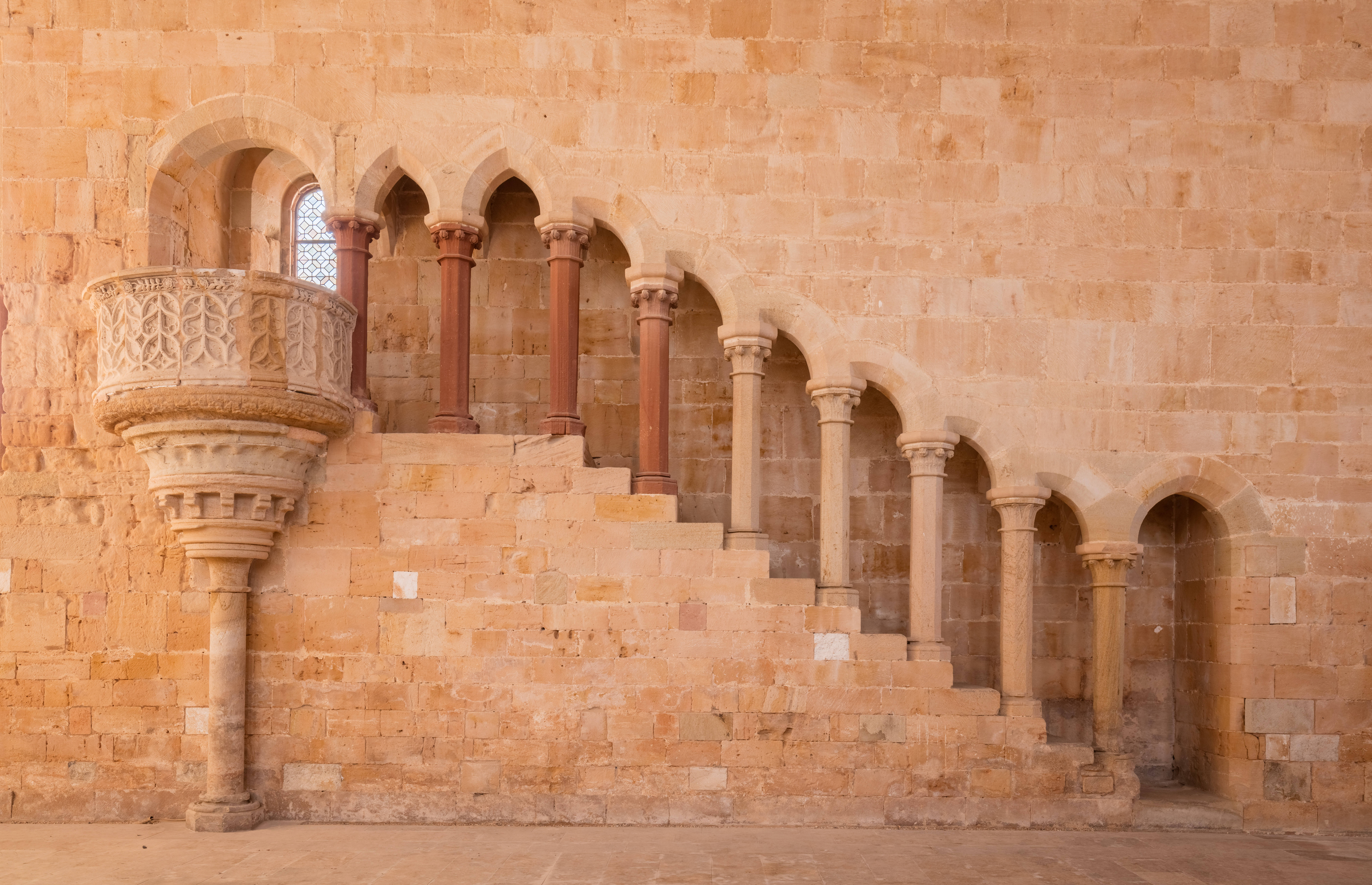
La chaire et l'escalier d'accès du réfectoire

En 1246, l'abbaye fonde une abbaye-fille, celle de Buenafuente del Sistal (es). Cette abbaye devient au quinzième siècle une abbaye masculine.
La pratique consistant à accepter l'inhumation de personnalités du clergé, ou, a fortiori, de la noblesse, dans l'enceinte de l'abbaye — et plus encore dans l'abbatiale — ne se répand qu'assez tardivement à Huerta. En effet, les règles cisterciennes originelles y étaient fortement hostiles et ce n'est que peu à peu, et avec plus ou moins d'empressement suivant les régions et les monastères, que cette interdiction s'est assouplie. À Huerta, est enterré en 1213 Martin de Hinojosa, évêque de Sigüenza (mais surtout ancien abbé de Huerta, ce qui diminue la portée de l'acte). En revanche, le neveu de ce dernier, Rodrigo Jiménez de Rada, est également inhumé en 1247 à Huerta.

### Réouverture trappiste
En 1927, les moines trappistes de Viaceli (es) décident de refonder une communauté à Huerta. Le 2 octobre, cette proposition est acceptée à l'unanimité et la fondation d'un prieuré commence. Celle-ci ne se fait pas sans difficultés, notamment à cause du contexte politique. En 1936, durant la guerre d'Espagne, le prieur de Huerta est enlevé et probablement tué.

## Architecture
Le plan général de l'abbaye est très proche de ceux qu'on peut trouver à Poblet, à Santes Creus ou à La Oliva.

### Autres ouvrages utilisés dans l'article
- [Lucien Bégule 1912] Lucien Bégule, L’abbaye de Fontenay et l’architecture cistercienne, A. Rey, 1912, 133 p. (BNF bpt6k5619222s, lire en ligne) ;
- [Marcel Aubert 1932] Marcel Aubert, « L'architecture des cisterciens en Espagne aux XIIe et XIIIe siècles [compte-rendu] », Journal des savants, Persée, vol. 5, no 1,‎ 1932, p. 193-201 (ISSN 0021-8103, lire en ligne, consulté le 12 octobre 2017) ;
- [Antonio García Flores 2003] (es) Antonio García Flores et Isidro G. Bango Torviso (dir.), Arquitectura de la Orden del Císter en la provincia de Valladolid : 1147-1515, Madrid, Ediciones de la Universidad Autónoma de Madrid, 2003, 508 p. (ISBN 9788474778557, OCLC 758248810, lire en ligne).